# Blue Bird K4
Blue Bird K4 — гоночный катер, заказанной в 1939 году сэром Малькольмом Кэмпбеллом, чтобы соперничать с американцами в борьбе за мировой рекорд скорости на воде.

## Описание
Название «K4» было получено из-за рейтинга Ллойда и было нанесено на носовой части корпуса. Поскольку это была вторая лодка Кэмпбелла, она также была известна как Blue Bird II. Малкольм использовал название «Blue Bird» для серии автомобилей, на которых устанавливал рекорды наземной скорости, своих рекордных лодок, а также своей моторной яхты.
K4 был построен фирмой «Vosper & Company» в качестве замены Blue Bird K3, на котором Малькольм Кэмпбелл установил три других рекорда скорости на воде до того, как был построен K4. Катер также использовал тот же двигатель Rolls-Royce R.

## Конструкция
К4 представлял собой трехточечный гидросамолёт. Обычные глиссирующие моторные лодки, такие как Miss England или Blue Bird K3, имеют единственный киль с выемкой или «ступенькой», выступающей из нижней части корпуса. На скорости носовая часть поднимается вверх, уменьшая площадь смачиваемой поверхности корпуса и, следовательно, сопротивление трения. У трёхточечного глиссера есть два чётко разделенных поплавка, прикрепленных к передней части, и третья точка в задней части корпуса. Когда лодка набирает скорость, большая часть корпуса поднимается из воды и опирается на воду только в этих трёх точках контакта. Эти точки, будучи даже меньше по площади, чем глиссирующий корпус однокорпусного гидросамолёта, имеют ещё меньшее сопротивление. Имея большое расстояние между передними точками глиссирования, такая конструкция менее подвержена нестабильности, вызываемой небольшими помехами, чем однокорпусная. Однако, если носовая часть поднимается выше допустимого предела безопасности, аэродинамические силы (а не гидродинамические силы воды) на широкой передней части корпуса поднимут её вверх, что приведет к сальто и аварии. Это то, что случилось как с Stanley Sayres, так и, возможно, с Bluebird K7.

## Рекорд
K4 установил один мировой рекорд скорости на воде 19 августа 1939 года на озере Конистон-Уотер (Ланкашир), достигнув скорости 141,740 миль в час (228,108 км/ч или 123,168 узлов).

## Испытания реактивного двигателя
После Второй мировой войны сэр Малькольм переоборудовал K4, установив турбореактивный двигатель de Havilland Goblin, но не смог установить никаких рекордов. Новая конструкция получила прозвище «Тапочка Конистона».

## Дональд Кэмпбелл
Дональд Кэмпбелл (сын Малькольма) после смерти отца в 1948 году решил побить его рекорд. По условиям завещания имущество сэра Малькольма, включая его рекордный катер, было продано с аукциона, и Дональд был вынужден выкупать его обратно. Затем K4 был оборудован новым винтом и одним из предыдущих двигателей Rolls-Royce R.
Дональд попробовал лодку, но посчитал ее слишком медленной, поэтому после очередной перестройки надстройки и окончательного разрушения конструкции в 1951 году, он пересел на новый катер с реактивным двигателем Blue Bird K7, на котором Дональд установил несколько рекордов, а затем погиб во время последней попытки установить рекорд в 1967 году.
Реплика K4 в настоящее время выставлена в автомобильном музее Лейкленда (Бэкбарроу).